# Církevní okrsek Pirna
Církevní okrsek Pirna (něm. Kirchenbezirk Pirna) je jedním z 18 církevních okrsků (eforií) Evangelicko-luterské zemské církve Saska. Dělí se na 15 církevních obcí (sborů), které mají své zastoupení na synodu církevního okrsku. Sídlem církevní správy okrsku je město Pirna. V jeho čele stojí od ledna 2022 superintendentka Brigitte Lammert. Církevní okrsek Pirna podléhá Regionálnímu církevnímu úřadu v Drážďanech. Na jeho území se nachází 53 kostelů, 2 církevní centra a další sakrální stavby, zejména hřbitovní kaple.

## Církevní obec Bad Schandau
Církevní obec vede farářka Luise Schramm, která sídlí v Bad Schandau.
|    | Fotografie | Stavba              | Místo a souřadnice                              | Poznámka                                                                                              |
| -- | ---------- | ------------------- | ----------------------------------------------- | --- |
| 1. |            | Kostel svatého Jana | Bad Schandau 50°55′2″ s. š., 14°9′15″ v. d.     | Renesančně-barokní městský kostel obnovený po požáru roku 1709.                                       |
| 2. |            | Vesnický kostel     | Krippen 50°54′25″ s. š., 14°9′58″ v. d.         | Novorománsko-novogotický vesnický kostel z roku 1882 postavený podle plánů Gotthilfa Ludwiga Möckela. |
| 3. |            | Vesnický kostel     | Porschdorf 50°56′37″ s. š., 14°7′24″ v. d.      | Novorománsko-novogotický vesnický kostel z roku 1904 postavený podle plánů Theodora Quentina.         |
| 4. |            | Vesnický kostel     | Reinhardtsdorf 50°53′44″ s. š., 14°11′21″ v. d. | Barokní vesnický kostel z roku 1689.                                                                  |
| 5. |            | Gedächtniskapelle   | Rathmannsdorf 50°55′39″ s. š., 14°7′53″ v. d.   | Moderní ekumenická kaple z roku 2012.                                                                 |
| 6. |            | Hřbitovní kaple     | Bad Schandau 50°55′26″ s. š., 14°9′11″ v. d.    | Novorománská hřbitovní kaple z roku 1887.                                                             |

## Církevní obec Dittersbach-Eschdorf
Místo faráře není obsazené. Sídlem obce je Dürrröhrsdorf-Dittersbach.
|    | Fotografie | Stavba               | Místo a souřadnice                           | Poznámka                                  |
| -- | ---------- | -------------------- | -------------------------------------------- | ----------------------------------------- |
| 1. |            | Vesnický kostel      | Dittersbach 51°2′11″ s. š., 13°59′17″ v. d.  | Barokní vesnický kostel z roku 1660.      |
| 2. |            | Kostel svaté Barbory | Eschdorf 51°2′5″ s. š., 13°56′31″ v. d.      | Novorománský vesnický kostel z roku 1886. |
| 3. |            | Vesnický kostel      | Porschendorf 51°0′44″ s. š., 13°59′52″ v. d. | Barokní vesnický kostel z roku 1684.      |
| 4. |            | Vesnický kostel      | Wilschdorf 51°3′21″ s. š., 14°0′5″ v. d.     | Barokní vesnický kostel z roku 1678.      |

## Církevní obec Gottleubatal
Místo faráře není obsazené. Sídlem obce je Berggießhübel.
|    | Fotografie | Stavba               | Místo a souřadnice                             | Poznámka                                            |
| -- | ---------- | -------------------- | ---------------------------------------------- | --------------------------------------------------- |
| 1. |            | Kostel svatého Petra | Bad Gottleuba 50°50′55″ s. š., 13°56′36″ v. d. | Pozdně gotický městský kostel z roku 1524.          |
| 2. |            | Městský kostel       | Berggießhübel 50°52′22″ s. š., 13°56′51″ v. d. | Novogotický městský kostel z roku 1876.             |
| 3. |            | Vesnický kostel      | Cotta 50°54′18″ s. š., 13°57′57″ v. d.         | Pozdně gotický vesnický kostel z konce 15. století. |
| 4. |            | Vesnický kostel      | Markersbach 50°50′19″ s. š., 13°59′6″ v. d.    | Barokní vesnický kostel z poloviny 17. století.     |
| 5. |            | Vesnický kostel      | Oelsen 50°48′33″ s. š., 13°55′58″ v. d.        | Barokní vesnický kostel z roku 1749.                |

## Církevní obec Graupa-Liebethal
Církevní obec vede farář Burkhard Nitzsche, který sídlí v Graupě.
|    | Fotografie | Stavba             | Místo a souřadnice                         | Poznámka                                        |
| -- | ---------- | ------------------ | ------------------------------------------ | ----------------------------------------------- |
| 1. |            | Evangelický kostel | Graupa 50°59′33″ s. š., 13°55′26″ v. d.    | Moderní kostel z roku 1909.                     |
| 2. |            | Vesnický kostel    | Liebethal 50°59′50″ s. š., 13°57′26″ v. d. | Renesanční vesnický kostel z konce 16. století. |

## Církevní obec Heidenau-Dohna-Burkhardswalde
V církevní obci působí farář Dr. Gregor Reichenbach a farářka Erdmute Gustke. Sídlem obce je Heidenau.
|    | Fotografie | Stavba             | Místo a souřadnice                              | Poznámka                                                                   |
| -- | ---------- | ------------------ | ----------------------------------------------- | -------------------------------------------------------------------------- |
| 1. |            | Vesnický kostel    | Burkhardswalde 50°55′17″ s. š., 13°51′32″ v. d. | Renesanční vesnický kostel z roku 1523 s barokní úpravou.                  |
| 2. |            | Kostel Panny Marie | Dohna 50°57′24″ s. š., 13°51′41″ v. d.          | Pozdně gotický kostel z roku 1489.                                         |
| 3. |            | Kristův kostel     | Heidenau 50°58′53″ s. š., 13°52′10″ v. d.       | Funkcionalistický kostel z roku 1933, přestavěn a rozšířen roku 2018.      |
| 4. |            | Vesnický kostel    | Maxen 50°55′23″ s. š., 13°48′12″ v. d.          | Pozdně gotický vesnický kostel z roku 1501.                                |
| 5. |            | Lutherův kostel    | Heidenau 50°58′17″ s. š., 13°52′14″ v. d.       | Expresionistický kostel z roku 1931, roku 2014 odsvěcen a následně prodán. |
| 6. |            | Zámecká kaple      | Weesenstein 50°55′58″ s. š., 13°51′32″ v. d.    | Barokní zámecká kaple z roku 1748.                                         |

## Církevní obec Königstein-Papstdorf
Farářem je Jörg Humboldt. Sídlem církevní obce Königstein.
|    | Fotografie | Stavba             | Místo a souřadnice                          | Poznámka                                  |
| -- | ---------- | ------------------ | ------------------------------------------- | ----------------------------------------- |
| 1. |            | Kostel Panny Marie | Königstein 50°55′6″ s. š., 14°4′20″ v. d.   | Barokní městský kostel z roku 1720.       |
| 2. |            | Posádkový kostel   | Königstein 50°55′9″ s. š., 14°3′31″ v. d.   | Barokní posádkový kostel z roku 1676.     |
| 3. |            | Vesnický kostel    | Cunnersdorf 50°53′14″ s. š., 14°6′47″ v. d. | Novorománský vesnický kostel z roku 1855. |
| 4. |            | Vesnický kostel    | Papstdorf 50°53′49″ s. š., 14°7′44″ v. d.   | Barokní vesnický kostel z roku 1787.      |
| 5. |            | Hřbitovní kaple    | Königstein 50°54′54″ s. š., 14°4′11″ v. d.  | Novorománská hřbitovní kaple z roku 1880. |

## Církevní obec Lauterbach-Oberottendorf
Farářem církevní obce je Friedrich Prüfer, který sídlí v Lauterbachu.
|    | Fotografie | Stavba                 | Místo a souřadnice                            | Poznámka                                      |
| -- | ---------- | ---------------------- | --------------------------------------------- | --------------------------------------------- |
| 1. |            | Kostel svatého Martina | Lauterbach 51°4′2″ s. š., 14°7′6″ v. d.       | Barokní vesnický kostel z roku 1748.          |
| 2. |            | Vesnický kostel        | Bühlau 51°5′16″ s. š., 14°6′21″ v. d.         | Barokní vesnický kostel přestavěný roku 1845. |
| 3. |            | Vesnický kostel        | Oberottendorf 51°3′58″ s. š., 14°12′49″ v. d. | Raně barokní vesnický kostel z roku 1620.     |
| 4. |            | Vesnický kostel        | Rückersdorf 51°3′10″ s. š., 14°10′20″ v. d.   | Barokní vesnický kostel z roku 1767.          |

## Církevní obec Liebstadt-Ottendorf
Církevní obec vede farář Gregor Claus. Sídlem obce je Liebstadt.
|    | Fotografie | Stavba          | Místo a souřadnice                           | Poznámka                                      |
| -- | ---------- | --------------- | -------------------------------------------- | --------------------------------------------- |
| 1. |            | Vesnický kostel | Börnersdorf 50°49′33″ s. š., 13°52′51″ v. d. | Barokní vesnický kostel z roku 1674.          |
| 2. |            | Vesnický kostel | Breitenau 50°48′28″ s. š., 13°53′24″ v. d.   | Barokní vesnický kostel přestavěný roku 1817. |
| 3. |            | Vesnický kostel | Döbra 50°50′18″ s. š., 13°50′19″ v. d.       | Pozdně gotický vesnický kostel z roku 1507.   |
| 4. |            | Městský kostel  | Liebstadt 50°51′49″ s. š., 13°51′20″ v. d.   | Pozdně gotický městský kostel z roku 1499.    |

## Církevní obec Lohmen
V církevní obci působí farářka Brigitte Schleinitz a farář Michael Schleinitz, kteří sídlí v Lohmenu.
|    | Fotografie | Stavba                             | Místo a souřadnice                          | Poznámka |
| -- | ---------- | ---------------------------------- | ------------------------------------------- | --- |
| 1. |            | Kostel svatého Michaela archanděla | Dorf Wehlen 50°57′46″ s. š., 14°0′16″ v. d. | V jádru románský, barokně upravený vesnický kostel z přelomu 12. a 13. století.                                                                                              |
| 2. |            | Kostel svatého Filipa              | Lohmen 50°59′22″ s. š., 13°59′44″ v. d.     | Klasicistní vesnický kostel z roku 1789. |
| 3. |            | Vesnický kostel                    | Rathewalde 50°58′58″ s. š., 14°4′30″ v. d.  | Původní středověký kostel vypálili roku 1639 Švédové. V roce 1647 byl obnoven v barokní podobě, výrazná úprava proběhla roku 1860. Interiér modernizován v letech 1971–1972. |
| 4. |            | Vesnický kostel                    | Stürza 51°0′40″ s. š., 14°3′57″ v. d.       | Pozdně gotický vesnický kostel ze 14. století. |
| 5. |            | Městský kostel                     | Stadt Wehlen 50°57′26″ s. š., 14°2′2″ v. d. | Městský kostel z roku 1883 s novorománskými a novogotickými prvky. |

## Církevní obec Neustadt in Sachsen
V církevní obci působí farář Sören Schellenberger. Sídlem obce je Neustadt in Sachsen.
|    | Fotografie | Stavba                | Místo a souřadnice                                  | Poznámka                                  |
| -- | ---------- | --------------------- | --------------------------------------------------- | ----------------------------------------- |
| 1. |            | Kostel svatého Jakuba | Neustadt in Sachsen 51°1′36″ s. š., 14°12′49″ v. d. | Novogotický městský kostel z roku 1884.   |
| 2. |            | Hřbitovní kostel      | Neustadt in Sachsen 51°1′48″ s. š., 14°13′10″ v. d. | Novogotický hřbitovní kostel z roku 1901. |

## Církevní obec Pirna
V církevní obci působí superintendentka Brigitte Lammert a farář Cornelius Epperlein. Sídlem je Pirna.
|    | Fotografie | Stavba                      | Místo a souřadnice                           | Poznámka                                                       |
| -- | ---------- | --------------------------- | -------------------------------------------- | -------------------------------------------------------------- |
| 1. |            | Kostel Panny Marie          | Pirna 50°57′45″ s. š., 13°56′37″ v. d.       | Pozdně gotický městský kostel z roku 1502.                     |
| 2. |            | Jáhenské a církevní centrum | Copitz 50°58′8″ s. š., 13°55′51″ v. d.       | Centrum církevní obce z roku 2000 sloužící také k bohoslužbám. |
| 3. |            | Zámecký kostel              | Zuschendorf 50°55′59″ s. š., 13°54′54″ v. d. | Barokní zámecký kostel z roku 1628.                            |

## Církevní obec Pirna-Sonnenstein–Struppen
V církevní obci působí farář Andreas Günzel, který sídlí v Pirně.
|    | Fotografie | Stavba                          | Místo a souřadnice                           | Poznámka                                                                                         |
| -- | ---------- | ------------------------------- | -------------------------------------------- | ------------------------------------------------------------------------------------------------ |
| 1. |            | Vesnický kostel                 | Struppen 50°56′11″ s. š., 14°0′37″ v. d.     | Původně pozdně románský vesnický kostel, renesančně a barokně upravovaný kolem roku 1600 a 1736. |
| 2. |            | Farní centrum Pirna-Sonnenstein | Sonnenstein 50°57′33″ s. š., 13°57′28″ v. d. | Moderní církevní centrum z roku 1988 sloužící také k bohoslužbám.                                |

## Církevní obec Rosenthal-Langenhennersdorf
Církevní obec vede farář Jörg Humboldt, který sídlí v Langenhennersdorfu.
|    | Fotografie | Stavba          | Místo a souřadnice                                | Poznámka                                                                  |
| -- | ---------- | --------------- | ------------------------------------------------- | ------------------------------------------------------------------------- |
| 1. |            | Vesnický kostel | Langenhennersdorf 50°53′14″ s. š., 14°0′32″ v. d. | Pozdně gotický vesnický kostel z roku 1495, barokně přestavěný roku 1794. |
| 2. |            | Vesnický kostel | Rosenthal 50°50′48″ s. š., 14°3′33″ v. d.         | Novorománský vesnický kostel z roku 1856.                                 |
| 3. |            | Kaple           | Bielatal 50°52′45″ s. š., 14°2′48″ v. d.          | Moderní dřevěná kaple z roku 1949.                                        |
| 4. |            | Lesní kaple     | Rosenthal 50°51′3″ s. š., 14°2′29″ v. d.          | Novogotická lesní kaple z roku 1891.                                      |

## Církevní obec Sebnitz-Hohnstein
V církevní obci působí faráři Lothar Gulbins a Sebastian Kreß. Sídlem obce je Sebnitz.
|    | Fotografie | Stavba                       | Místo a souřadnice                               | Poznámka                                                                              |
| -- | ---------- | ---------------------------- | ------------------------------------------------ | ------------------------------------------------------------------------------------- |
| 1. |            | Vesnický kostel              | Ehrenberg 50°59′30″ s. š., 14°9′9″ v. d.         | Barokní vesnický kostel z roku 1723.                                                  |
| 2. |            | Engelkirche                  | Hinterhermsdorf 50°55′28″ s. š., 14°21′39″ v. d. | Barokní vesnický kostel z roku 1689.                                                  |
| 3. |            | Městský kostel               | Hohnstein 50°58′50″ s. š., 14°6′34″ v. d.        | Barokní městský kostel dokončený roku 1728.                                           |
| 4. |            | Vesnický kostel              | Lichtenhain 50°56′37″ s. š., 14°14′21″ v. d.     | Barokní vesnický kostel dokončený roku 1697.                                          |
| 5. |            | Vesnický kostel              | Saupsdorf 50°56′32″ s. š., 14°19′53″ v. d.       | Novorománský vesnický kostel dokončený roku 1842.                                     |
| 6. |            | Kostel svatého Petra a Pavla | Sebnitz 50°58′17″ s. š., 14°16′22″ v. d.         | Barokní městský kostel z roku 1619 s pozdně gotickým prebytářem a historizující věží. |
| 7. |            | Vesnický kostel              | Ulbersdorf 50°57′45″ s. š., 14°12′28″ v. d.      | Barokní vesnický kostel z doby kolem roku 1685.                                       |
| 8. |            | Hřbitovní kaple              | Hohnstein 50°58′44″ s. š., 14°6′58″ v. d.        | Hřbitovní kaple barokně přestavěná roku 1717.                                         |
| 9. |            | Hřbitovní kaple              | Sebnitz 50°58′8″ s. š., 14°16′27″ v. d.          | Empírová hřbitovní kaple z roku 1890.                                                 |

## Církevní obec Stolpener Land
Místo faráře není obsazené. Sídlem obce je Stolpen.
|    | Fotografie | Stavba                  | Místo a souřadnice                          | Poznámka                                                                    |
| -- | ---------- | ----------------------- | ------------------------------------------- | --------------------------------------------------------------------------- |
| 1. |            | Kostel svaté Kateřiny   | Helmsdorf 51°2′22″ s. š., 14°3′11″ v. d.    | Moderní vesnický kostel postavený po požáru předchozí stavby roku 1975.     |
| 2. |            | Vesnický kostel         | Langenwolmsdorf 51°2′33″ s. š., 14°7′ v. d. | Barokní vesnický kostel dokončený roku 1652.                                |
| 3. |            | Kostel svatého Vavřince | Stolpen 51°2′43″ s. š., 14°4′9″ v. d.       | V jádru gotický vesnický kostel s pozdějšími přestavbami.                   |
| 4. |            | Městský kostel          | Stolpen 51°2′54″ s. š., 14°4′57″ v. d.      | Původně gotický městský kostel, po požáru byl roku 1727 barokně přestavěný. |
| 5. |            | Hřbitovní kaple         | Stolpen 51°2′56″ s. š., 14°4′44″ v. d.      | Barokní hřbitovní kaple.                                                    |

## Superintendenti
- 1996–2006 – Klaus Kaden
- 2006–2020 – Uta Krusche-Räder (k 1. červenci 2020 odchod do penze)[1]
- 2020–2021 – Michael Schleinitz
- od 2022 – Brigitte Lammert (zvolena na synodě 21. června 2021, nástup do úřadu k 1. lednu 2022)[2]